# Медовец
Медовец е село в Североизточна България. То се намира в община Дългопол, област Варна. Старото име е Саръкованлък (Кошерите на Саръ(Жълтия) Бей).

## География
Медовец се намира в Източна Стара планина, разположено на около 200 m над морското равнище.

## История
През 1980 г. футболният отбор на с. Медовец е сред най-добрите в региона.
През 1989 г. по време на „Възродителния процес“ са загинали двама души – Назифе и Шакир. Всяка година в тяхна чест се организира митинг събор през месец май.

## Население
Численост на населението според преброяванията през годините:
| \| Година на преброяване \| Численост \| \| --------------------- \| --------- \| \| 1934 \| 1014 \| \| 1946 \| 1155 \| \| 1956 \| 1492 \| \| 1965 \| 1674 \| \| 1975 \| 1936 \| \| 1985 \| 1974 \| \| 1992 \| 1923 \| \| 2001 \| 1821 \| \| 2011 \| 1717 \| \| 2021 \| 1482 \| |           |
| Година на преброяване | Численост |
| 1934 | 1014      |
| 1946 | 1155      |
| 1956 | 1492      |
| 1965 | 1674      |
| 1975 | 1936      |
| 1985 | 1974      |
| 1992 | 1923      |
| 2001 | 1821      |
| 2011 | 1717      |
| 2021 | 1482      |

### Етнически състав

#### Преброяване на населението през 2011 г.
Численост и дял на етническите групи според преброяването на населението през 2011 г.:
|                     | Численост | Дял (в %) |
| Общо                | 2142      | 100.00    |
| Българи             | 8         | 0.64      |
| Турци               | 2126      | 98.83     |
| Цигани              | ?         | ?         |
| Други               | –         | -         |
| Не се самоопределят | ?         | ?         |
| Неотговорили        | 8         | 0.46      |

## Културни и природни забележителности
- Джамия
- Паметник на Назифе и Шакир

## Редовни събития
Всяка година с Курбан и молитва пред паметната плоча на жертвите от т. нар. „Възродителен процес“ се организира традиционен възпоменателен митинг събор.

## Други
В селото има една детска градина „Щастливо детство“ и СОУ „Назъм Хикмет“. В средното училище учат около 200 деца от I до XII клас. Учебното заведение разполага с отлична материална база, две компютърни зали и спортна площадка. Учителите са с дългогодишен опит и висока квалификация.